# ظهره العقبة (المخادر)

تعديل مصدري - تعديل

ظهره العقبة محلة تابعة لقرية العارضة القديمة، التابعة لعزلة السحول بمديرية المخادر إحدى مديريات محافظة إب في الجمهورية اليمنية، بلغ تعداد سكانها 54 حسب تعداد اليمن لعام 2004.